# キリストの割礼 (グエルチーノ)
『キリストの割礼』（キリストのかつれい、仏: La Circoncision、英: The Circumcision of Christ）は、イタリアのバロック絵画の巨匠グエルチーノが1646年にキャンバス上に油彩で制作した絵画である。同年、ボローニャのジェズ・エ・マリア修道院付属聖堂の高祭壇を装飾するために設置された。ナポレオン戦争中の1796年にフランス政府により接収され、1811年以来、リヨン美術館の所蔵となっている。なお、この祭壇画の上部にあったルネット型の絵画『父なる神』は現在、ボローニャ国立絵画館に所蔵されている。

## 作品
イエス・キリストの母である聖母マリアと養父の聖ヨセフは、誕生8日後のイエスに寺院で割礼を施した。画面の中央に配されているイエスの身体は輝き、頭部の周囲には明るいニンブスが見える。聖母は受容の仕草で両手を交差させ、幼子イエスと視線を交わす。彼女は、イエスから流れ出る血が彼の将来の受難を予見することを理解しているようである。イエスの身体を包む白い布は将来の彼の埋葬用の布を示唆する。一方、彼が載せられている祭壇は、ミサにおけるイエスの犠牲の再現を想起させる。

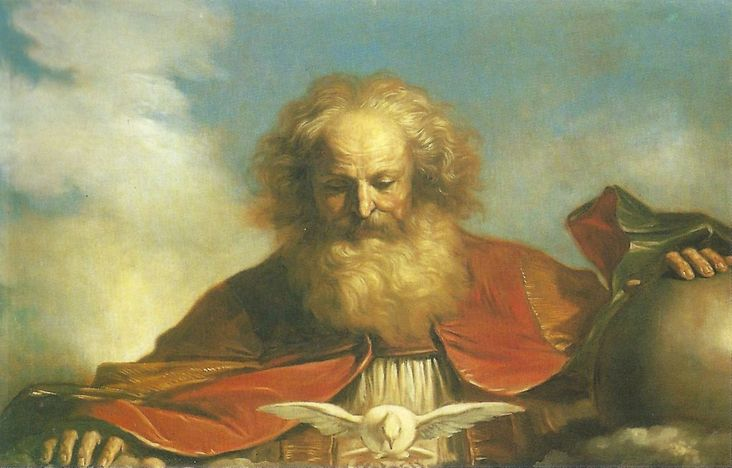
グエルチーノ『父なる神』 (1646年)、ボローニャ国立絵画館

人物たちはフリーズ状に配置されている。左側にいる聖母と聖ヨセフは召使に伴われている。右側では、モヘル (割礼の施療者) と助手たちが割礼の最中である。左右非対称の背後の建築は、古典的な構図にダイナミックな要素を与えている。開かれたアーチからは、荒涼とした丘の斜面に築かれた城のある町の景観が見える。古い建築物のある設定、人物の謹厳で高貴な理想的顔貌、明るい色彩は、グエルチーノがローマ滞在を経てボローニャに居を定めた1642年以降、自身の画業後半を特徴づける古典主義に向かって様式を変化させていたことを示す。
グエルチーノはしばしば祭壇画の上に神を表す絵画を設置した。本作の上にあったボローニャ国立絵画館蔵の『父なる神』を表す絵画には聖霊を象徴するハトが描かれ、本作に描かれているイエスと組み合わされることによって三位一体を形成する。一方、イエスは聖母、聖ヨセフと「地上の三位一体」と呼ばれるため、全体で天上と地上の2つの三位一体が表現されていることになる。